# مور (داورزن)
مور، روستایی است از توابع بخش مرکزی شهرستان داورزن در استان خراسان رضوی ایران.

## جمعیت
این روستا در دهستان مزینان قرار داشته و بر اساس سرشماری سال ۱۳۸۵ جمعیت آن ۲۰۳ نفر (۶۲ خانوار)
بوده است.